# Homunculus
|  | Per a altres significats, vegeu «Homunculus (gènere)». |

Homunculus és una pel·lícula de sèrie de sis capítols de ciència-ficció alemanya dirigida per Otto Rippert i escrita per Robert Reinert. Altres fonts indiquen Robert Neuss com a coguionista. Fritz Lang va ser un dels assistents de Rippert durant el rodatge. Va ser produït originalment per Deutsche Bioscop GmbH.

## Trama
Un científic crea una criatura viva anomenada Homunculus (una paraula llatina que significa home petit) en un laboratori, i la criatura s'esforça per trobar l'amor. Quan descobreix que és incapaç de sentir emocions, s'escampa i comença a causar estralls en un poble alemany proper. Encara que sembli humà, és un ésser sense ànima. El científic persegueix la criatura en un intent de destruir la seva creació.
El guió de Reinert es basa lliurement en el poema èpic Homunculus escrit per Robert Hamerling el 1888. El tema d'un ésser creat artificialment tornar-se en contra del seu creador també és semblant a les pel·lícules Der Golem, wie er in die Welt kam de Paul Wegener i les versions pel·lícules mudes d' Alraune de Henrik Galeen. La trama és molt semblant al Frankenstein de Mary Shelley, on una criatura viva (anomenada homúncul) es crea artificialment en un laboratori i s'esforça per desenvolupar emocions com ara un ésser humà. (Frankenstein havia estat filmat anteriorment per Thomas Edison als Estats Units el 1909.)

## Repartiment
- Olaf Fønss (també conegut com Olaf Fønss) com a Homunculus
- Ernst Ludwig com el Prof. Ortmann
- Albert Paul com el Dr. Hansen
- Lore Rückert com a Tochter Margarete Hansen
- Max Ruhbeck com a fiscal general Steffens
- Lia Borré com a Tochter des Generalprokurator Steffens
- Friedrich Kühne com a Edgar Rodin
- Theodor Loos com a Sven Friedland
- Mechthildis Thein com a Margot
- Aud Egede-Nissen[5]

## Historial de llançaments
Considerada una de les sèries de pel·lícules de fabricació alemanya més reeixides produïdes durant la Primera Guerra Mundial, es va estrenar a la Marmorhaus de Berlín, entre juny de 1916 (pre-estrena) i agost de 1916 (estrena) i gener de 1917 en sis parts aproximadament. una hora cadascuna:
1. Die Geburt des Homunculus
2. Das geheimnisvolle Buch
3. Die Liebestragödie des Homunculus
4. Die Rache des Homunculus
5. Die Vernichtung der Menschheit
6. Das Ende des Homunculus'[6]

Només es conserva la part 4 i un fragment de la part 5 d'aquesta sèrie.
Després que Deutsche Bioscop es fusionés a la primavera de 1920 amb Decla-Film per formar Decla-Bioscop, la pel·lícula va ser molt editada en tres capítols i es va tornar a estrenar amb tints de colors i intertítols el setembre de 1920.
1. Der künstliche Mensch
2. Die Vernichtung der Menschheit
3. Ein Titanenkampf[8]

Hi ha una versió tintada de 76 minuts amb intertítols en italià als arxius de pel·lícules del George Eastman House.
Gairebé un segle més tard, el cap del Museu de Cinema de Múnic, Stefan Drößler, va recuperar 27 rodets dels sis capítols originals publicats el 1916/1917 d'un arxiu cinematogràfic de Moscou. S'havien retallat i barrejat molt, amb els intertítols eliminats, però l'agost de 2014 es va mostrar una versió restaurada de 196 minuts al Rheinisches Landesmuseum Bonn com a part del Festival de cinema mut de Bonn.